# NGC 3987
NGC 3987 é uma galáxia espiral (Sb) localizada na direcção da constelação de Leo. Possui uma declinação de +25° 11' 43" e uma ascensão recta de 11 horas, 57 minutos e 20,9 segundos.
A galáxia NGC 3987 foi descoberta em 6 de Abril de 1785 por William Herschel.